# Albrecht Smiřický ze Smiřic (1528–1566)
Albrecht Smiřický ze Smiřic (1528 – 6. prosince 1566, Náchod) byl český šlechtic a zakladatel náchodské linie Smiřických ze Smiřic, jednoho z nejbohatších českých rodů.

## Původ a život
Narodil se jako syn Zikmunda I. Smiřického (1468–1548) a jeho druhé manželky Kunhuty z Fictumu (asi 1490 – asi 1540). Jeho starší bratr Jaroslav I. (1513–1597) založil kosteleckou linii a mladší Jindřich (1535–1569) hruboskalskou.
V letech 1551–1552 se zúčastnil prestižní výpravy české šlechty, která tvořila doprovod arcivévody Maxmiliána a jeho manželky Marie z Janova do Vídně. Byl tedy mezi 53 šťastnými pány a rytíři, kteří mohli cestou poznat renesanční architekturu a ideje humanismu. Výpravy se zúčastnili i jeho bratři Jaroslav a Jindřich.
V letech 1552–1554 došlo k vážnému sporu o přední postavení mezi šlechtici na českém zemském sněmu. Rozepře se týkala Rožmberků a původně německého knížecího rodu pánů z Plavna. Albrecht se přiklonil spolu s Janem Erazimem ze Švamberka a Janem z Weitmile na stranu pánů z Plavna.
V roce 1566 se zúčastnil tažení krále Maxmiliána do Uher, kde probíhaly boje proti turecké armádě sultána Sulejmana I. Na této výpravě onemocněl a po návratu do Čech 6. prosince 1566 v náchodském zámku zemřel  a byl pohřben v kostele svatého Vavřince v Náchodě.

## Rodina
V roce 1552 se oženil s Hedvikou Zajícovou z Házmburka (1533 – 28. března 1592, pohřbena v Náchodě), dcerou Jana IV. Zájíce z Házmburka a jeho manželky Markéty z Minsterberka, vdovou po panu z Lobkowicz. Narodilo se jim 7 dětí:
- 1. Kateřina( † 1608)
  - 1. ∞ Jan Lukáš ze Žerotína na Kolíně († 1587)
  - 2. ∞ Jan z Říčan
- 2. Václav (1564 – 10. 8. 1593, pohřben v Náchodě), dědic
  - ∞ (1587) Dorota Holická ze Šternberka (1570 – 12. 6. 1633)
- 3. Zikmund († 1558, pohřben v Náchodě)
- 4. Jaroslav (1566–1570, pohřben v Náchodě)
- 5. Albrecht († 1562, pohřben v Náchodě)
- 6. Markéta (1557 – 22. 7. 1593)
  - ∞ (asi 1575) Vilém IV. z Valdštejna na Hostinném (1547 – 24. 2. 1595)
- 7. Anna Salomena (asi 1560 – asi 1620)
  - ∞ (1579) Vojtěch (Adalbert) Slavata z Chlumu a Košumberka (1553 – 23. 1. 1600)[pozn. 1]

Dcera Markéta byla matkou pozdějšího slavného vojevůdce a dědice Smiřických Albrechta z Valdštejna (1583–1634).

## Majetek
Po smrti otce v roce 1548 zdědil náchodské a miletínské panství. Zámek Náchod se tehdy přestavoval v renesančním stylu. Byli najati italští stavitelé, kteří předtím pracovali pro Pernštejny v Novém Městě nad Metují. Práce byly dokončeny v roce 1561. Zděděný Miletín prodal už v roce 1560 Valdštejnům na Hostinném. Od bratra Jaroslava I. koupil před rokem 1560 panství Škvorec a k němu přikoupil statek Hostín (také uváděno jako Hostyni), dnes součást Úval.